# Jules Victor Génisson
Jules Victor Génisson (Saint-Omer (Passo di Calais), 24 febbraio 1805 – Bruges, 10 ottobre 1860) è stato un pittore belga noto principalmente per la sua pittura architettonica.

## Biografia

Interno della Cattedrale di Amiens, 1842, ora nella Pinacoteca do Estado de São Paulo

Nato a Saint-Omer, nel nord della Francia, nel 1805, studiò in seguito all'Accademia reale di belle arti di Anversa con Mattheus Ignatius van Bree e del fratello Philippe-Jacques van Bree come insegnanti, considerati precursori della pittura romantica belga. Viaggiò molto in tutta l'Europa occidentale, dipingendo interni di chiese di grandi dimensioni. Fu insegnante di Joseph Maswiens, pittore di Lovanio, e di suo figlio Georges-Paul Génisson.